# Mazama gouazoubira
Mazama gouazoubira (Мазама сіра) — вид ссавців з родини Оленеві (Cervidae).

## Опис
Довжина голови і тіла 882–1060 мм, довжина хвоста 83–190 мм, довжина вух 95–121 мм; висота плеча 500–650 мм, вага 11–25 кг. Самці мають прості роги приблизно 70–100 мм у довжину.
У Бразилії регіональні, екологічні та індивідуальні варіації в забарвленні M. gouazoubira часто повідомлялися. Світлі й коричневі кольори переважають у особин, що живуть у степу, в той час як лісові популяції, як правило, темніші й посивілі; значні індивідуальні відмінності існують у межах однієї популяції. Нижні сторони хвоста білого кольору. Самці цього виду, мабуть скидають роги кожні 18–24 місяці, але з великою індивідуальною мінливістю.M. gouazoubira можна легко відрізнити від найближчих видів, від Mazama nemorivaga за його помаранчевим крупом і спинною стороною хвоста, великими округлими вухами, дрібними очима і орбітальними порожнинами, на відміну від цього останнього виду який має шоколадно-коричневий круп і спинну сторону хвоста, маленькі загострені вуха, великі очі й великі орбітальні порожнини.

## Поширення
Вид знаходиться на схід від сухого регіону перед Андами в Аргентині і Болівії до узбережжя Атлантичного океану на заході (Бразилія; Парагвай); його північна межа знаходиться на південь від регіону Амазонки, а південна межа включає в себе весь Уругвай і до провінції Ентре-Ріос в Аргентині. Популяції, здається, знижуються в зв'язку з просуванням людських популяцій. У Бразилії щільності 0,35–1 особин/ км² були знайдені (Pinder 1997); в Болівії щільності 5–12 особин/км² були знайдені (Rivero et al. 2004). Цей вид зустрічається від помірно вологих до посушливих районах, де є ділянки рідколісся або чагарника. M. gouazoubira відсутні в районі Амазонки, вид уникає густих лісів, хоча займає краї лісу. Він не живе в відкритих місцях, але будуть харчуватися в цих областях, в тому числі багатьох видів сільськогосподарських плантацій, якщо покриття дерев є поблизу. 

## Поведінка
Їсть велику різноманітність видів рослин, а також фруктів в залежності від регіону, пори року та наявності фруктів. Вони використовують коріння, гілочки, квіти, бруньки, кору і листя дерев і чагарників, деякі сезонно, а інші цілорічно. Оскільки сірі мазами плодоїдні, вони розсіюють насіння з різних дерев і чагарників.Сірі мазами, як правило, поодинокі тварини. Рідко вони були помічені в групах по три особини. Вони часто відвідують щільне рослинне покриття протягом дня, але з'являються в нічний час у відкриту, щоб годуватися. Один зі способів спілкування, який був вивчений в сірих мазам це запахове маркування (сечовипускання, дефекація, тертя лобом). Ці олені, ймовірно, використовують деяку вокалізацію для спілкування, візуальні сигнали і пози можуть бути важливі також. Помічено, що самиці й молодь відзначені частіше в ядрі їх ділянки проживання в порівнянні з самцями, які часто помічених за межами своїх ділянок. Хижаками для виду є Leopardus pardalis, Panthera onca, Puma concolor, Canis lupus familiaris, Homo sapiens, Falconiformes.

## Відтворення
Розмноження відбувається майже цілий рік з дітонародженням у всі місяці, крім травня, червня та липня в Аргентині і Болівії і корелює з сезонами дощів у Бразилії. Період вагітності — 7 місяців. Зазвичай одне дитинча народжується, близнюки є рідкісними.

## Загрози та охорона
В Аргентині населення, як правило, знижується через тиск полювання і втрати місць проживання. У Болівії населення, схоже, залишаючись постійним, незважаючи на великий тиск полювання. У Бразилії це найчисленніший вид оленів у країні, але населення скорочується в деяких районах (Ріо-Гранде-ду-Сул, Ріо-де-Жанейро). У Парагваї, населення в цілому залишаються незмінними, але цей вид зник з недавно урбанізованих зон і зон високої щільності людини. Загалом чисельність тварини зменшується через тиск полювання, вбивства собаками, а також втрати місця існування.
Вид зустрічається в ряді охоронних районів по всьому ареалу: 5 національних парків і 9 провінційних заповідників у Аргентині; майже у всі національні парки і приватні заповідники в Парагваї; 7 національних охоронних районів в Болівії, а також численні природоохоронні території в Бразилії. Полювання є незаконним у багатьох місцях (кілька аргентинських провінцій, наприклад), але заборони не застосовуються.